# ورمنتن
ورمنتن (به فرانسوی: Vermenton) یک کمون در فرانسه است که در Canton of Vermenton واقع شده‌است.

## خصوصیات
ورمنتن ۲۵٫۶۴ کیلومترمربع مساحت و ۱٬۲۲۴ نفر جمعیت دارد.